# Raufarhólshellir
Raufarhólshellir är en grotta i republiken Island.   Den ligger i regionen Suðurland, i den sydvästra delen av landet.  Raufarhólshellir ligger 160 meter över havet.
Filmen Noah (film) spelades delvis in i Raufarhólshelli.